# Liste des films les plus longs
 (août 2025).
Si vous disposez d'ouvrages ou d'articles de référence ou si vous connaissez des sites web de qualité traitant du thème abordé ici, merci de compléter l'article en donnant les références utiles à sa vérifiabilité et en les liant à la section « Notes et références ».
Cet article dresse la liste des plus longs films jamais réalisés. Le plus long film, si on inclut les films expérimentaux, est Logistics, d'une durée de 857 heures. S'agissant des films cinématographiques, le plus long film de fiction est Amra Ekta Cinema Banabo (en), d'une durée de 21 h, tandis que le plus long film documentaire est Le Voyage, d'une durée de 14 h 33.

## Films de fiction
Notes : 
- Certains films dans cette liste sont des « director's cut », et sont donc classés par la plus longue durée vérifiée.
- Les sagas cinématographiques n'apparaissent dans cette liste qu'à la condition que les films qui les composent aient été écrits et tournés concomitamment ; leur montage et exploitation séparée étant le résultat de considérations pratiques et commerciales. Elles ne sont donc pas une simple succession de suites.
- La liste est limitée aux films d'une durée supérieure à 7 heures.

| Titre                              | Durée                     | Pays                                        | Sortie    | Notes                  |
| ---------------------------------- | ------------------------- | ------------------------------------------- | --------- | ---------------------- |
| Amra Ekta Cinema Banabo (en)       | 1265 min (21 h 5 min)     | Bangladesh                                  | 2019      | Exploité en 8 parties. |
| La Flor                            | 814 minutes (13 h 34 min) | Argentine                                   | 2018      | Exploité en 4 parties. |
| Out 1 : Noli me tangere            | 773 min (12 h 53 min)     | France                                      | 1971      | Exploité en 8 parties. |
| A Dream of red mansions            | 735 min (12 h 15 min)     | Chine                                       | 1988      | Exploité en 6 parties. |
| Evolution of a Filipino Family     | 643 min (10 h 43 min)     | Philippines                                 | 2004      |                        |
| La Condition de l'homme            | 579 min (9 h 49 min)      | Japon                                       | 1959-1961 | Exploité en 3 parties. |
| Death in the Land of Encantos      | 540 min (9 h)             | Philippines                                 | 2007      |                        |
| Heremias                           | 540 min (9 h)             | Philippines                                 | 2006      |                        |
| Guerre et paix                     | 511 min (8 h 31 min)      | URSS                                        | 1968      | Exploité en 4 parties. |
| A Lullaby to the Sorrowful Mystery | 485 min (8 h 5 min)       | Philippines                                 | 2016      |                        |
| Libération                         | 447 min (7 h 27 min)      | URSS / RDA / Italie / Pologne / Yougoslavie | 1971      | Exploité en 5 parties. |
| Le Tango de Satan                  | 450 min (7 h 30 min)      | Hongrie                                     | 1994      |                        |
| Melancholia                        | 450 min (7 h 30 min)      | Philippines                                 | 2008      |                        |
| Hitler, un film d'Allemagne        | 442 min (7 h 22 min)      | RFA                                         | 1978      |                        |
| Napoléon vu par Abel Gance         | 425 min (7 h 5 min)       | France                                      | 1927      |                        |

La version originelle de Greed d’Erich von Stroheim est censée durer plus de sept heures. Cependant, elle ne fut montrée qu’une seule fois, et il n’en subsiste aucune copie. La longueur de la version finale, sortie en salles (et éditée contre le gré de Stroheim) en 1924, dure environ deux heures. De la pellicule trouvée postérieurement permit aux chercheurs de commencer à reconstituer le film (environ 4 heures ont d’ores et déjà été retrouvées).

## Films documentaires
Note : La liste suivante est limitée aux films d'une durée supérieure à 7 heures.
| Titre                                     | Durée                     | Pays                                                                                          | Sortie |
| ----------------------------------------- | ------------------------- | --------------------------------------------------------------------------------------------- | ------ |
| 15 Hours                                  | 900 min (15 h)            | Hong Kong                                                                                     | 2017   |
| Le Voyage                                 | 873 min (14 h 33 min)     | Australie / Canada Danemark / Finlande Italie / Japon Nouvelle-Zélande URSS / Suède / Norvège | 1987   |
| Comment Yukong déplaça les montagnes      | 763 min (12 h 43 min)     | France                                                                                        | 1976   |
| Mafrouza                                  | 741 min (12 h 21 min)     | France                                                                                        | 2007   |
| Voyage au Lac                             | 634 min (10 h 34 min)     | France / Italie                                                                               | 2023   |
| Shoah                                     | 570 min (9 h 30 min)      | France                                                                                        | 1985   |
| À l'ouest des rails                       | 551 min (9 heures 11 min) | Chine                                                                                         | 2003   |
| Taïga                                     | 501 min (8 h 21 min)      | Allemagne                                                                                     | 1992   |
| Les Âmes mortes                           | 495 min (8 h 15 min)      | Chine                                                                                         | 2018   |
| The Works and Days (fiction documentaire) | 480 min (8 h)             | États-Unis / Japon / Suède / Royaume-Uni                                                      | 2020   |
| O.J.: Made in America                     | 467 min (7 h 47 min)      | États-Unis                                                                                    | 2016   |
| CzechMate: In Search of Jiří Menzel       | 448 min (7 h 28 min)      | Inde                                                                                          | 2018   |

## Films expérimentaux
Note : La liste suivante est limitée aux films d'une durée supérieure à 24 heures.
| Titre                                           | Durée              | Pays        | Sortie                      | Notes                                                                                         |
| ----------------------------------------------- | ------------------ | ----------- | --------------------------- | --------------------------------------------------------------------------------------------- |
| Logistics                                       | 51 420 min (857 h) | Suède       | 2012                        |                                                                                               |
| Ambiancé                                        | 43 200 min (720 h) | Suède       | 2020                        | Seule copie existante détruite par son créateur après la première projection (lost media).    |
| Modern Times Forever                            | 14 400 min (240 h) | Danemark    | 2011                        |                                                                                               |
| Cinématon                                       | 12 780 min (213 h) | France      | 1978-2025 toujours en cours |                                                                                               |
| Untitled #125 (Hickory)                         | 7 200 min (120 h)  | États-Unis  | 2011                        |                                                                                               |
| Matrjoschka                                     | 5 700 min (95 h)   | Allemagne   | 2006                        |                                                                                               |
| The Cure for Insomnia                           | 5 220 min (87 h)   | États-Unis  | 1987                        | Plus aucune copie n'a été retrouvé malgré ses rares apparitions à la télévision (lost media). |
| The Longest Most Meaningless Movie in the World | 2 880 min (48 h)   | Royaume-Uni | 1970                        |                                                                                               |
| **** (Four Stars)                               | 1 500 min (25 h)   | États-Unis  | 1967                        |                                                                                               |
| The Clock                                       | 1 440 min (24h)    | Suisse      | 2010                        |                                                                                               |
| My Human Time                                   | 1 440 min (24h)    | Espagne     | 2014                        | Film publicitaire filmé en une prise.                                                         |
| 24 Hour Psycho                                  | 1 440 min (24h)    | Royaume-Uni | 1993                        |                                                                                               |

## Autres films
| Titre        | Durée          | Pays            | Sortie | Notes |  |
| ------------ | -------------- | --------------- | ------ | --- |  |
| Paint Drying | 607 min (10 h) | Grande-Bretagne | 2016   | Film expérimental créé pour protester contre la censure cinématographique au Royaume-Uni et le coût parfois prohibitif pour les cinéastes indépendants qu'impose l'exigence de classification du British Board of Film Classification. |  |